# Trabécule charnue du cœur
Les trabécules charnues du cœur (ou colonnes charnues) sont des saillies musculaires arrondies ou irrégulières qui font saillie dans la partie trabéculaire des ventricules cardiaques.

## Description
Dans le ventricule droit, les trabécules charnues du cœur forment des reliefs musculaires épais (2 à 5 mmm de diamètre) et irréguliers. Elles comprennent également une trabécule septo-marginale qui relie le septum interventriculaire à la surface de la paroi libre du ventricule.
Dans le ventricule gauche, les trabécules charnues sont plus fines (1 à 3 mm) et plus régulières.

## Anatomie fonctionnelle
Les trabécules charnues contribuent au renforcement structurel contribuant au maintien des paroi ventriculaire durant la diastole et optimisant la contraction systolique.
Elles contribuent à la constitution des vortex du cœur favorisant la création de turbulences évitant la stase sanguine.
La trabécule septo-marginale contribue également à la transmission de l'influx électrique en abritant le faisceau atrio-ventriculaire.